# Route nationale 12a (Madagaskar)

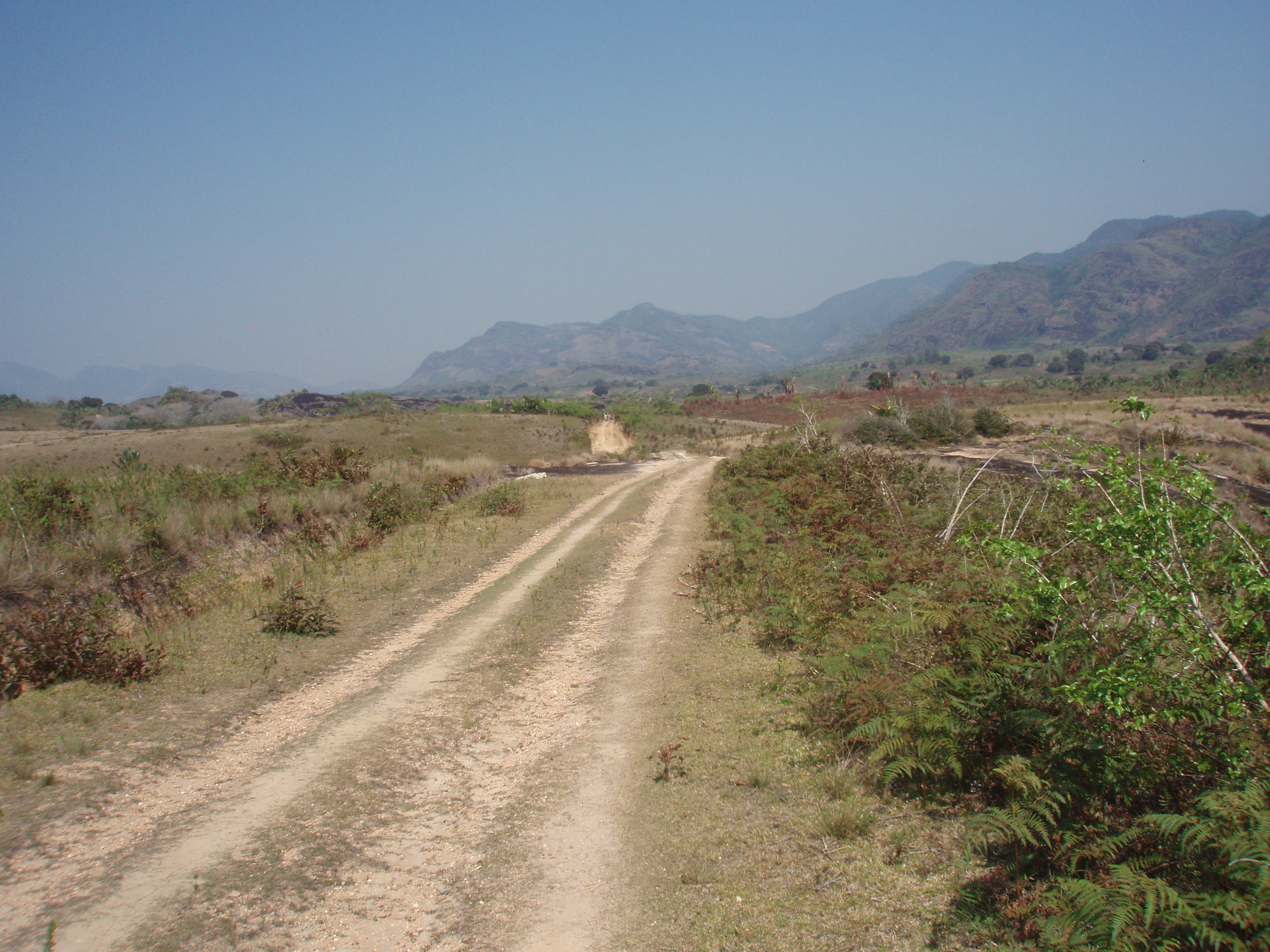
Route nationale 12a etwa 20 km nördlich Tolagnaro

Die Route nationale 12a (RN 12a) ist eine 238 km lange unbefestigte Nationalstraße in Madagaskar. Sie führt von Tolagnaro über Manantenina nach Vangaindrano an der Ostküste Madagaskars entlang. Dabei werden 10 Flüsse mit kleinen Fähren gequert, die zum Teil handbetrieben sind. Sie wird als Route nationale temporaire (zeitweilige Nationalstraße) klassifiziert, weil sie während der Regenzeit nicht oder nur sehr schwer passierbar ist. Eine Erneuerung und Befestigung der Straße mit Hilfe der EU ist geplant, wurde aber bisher nicht verwirklicht.